# Barkly Stock Route
Barkly Stock Route – część drogi stanowej nr 16, o długości 229 km, w Australii, na obszarze Terytorium Północnego. Łączy drogę Stuart Highway w pobliżu miejscowości Elliott, z drogą Tablelands Highway i Cresswell Road.